# Garfield (Kansas)
Garfield város az USA Kansas államában, Pawnee megyében. Lakosainak száma 151 fő (2020. április 1.).

## Népesség
A település népességének változása:

| 2010 | 190 |
| 2020 | 151 |